# Liste des évêques de Saginaw
La liste des évêques de Saginaw recense les noms des évêques qui se sont succédé sur le siège épiscopal de Saginaw dans le Michigan aux États-Unis depuis la création du diocèse de Saginaw (Dioecesis Saginavensis), le 26 février 1938, par détachement de ceux de Détroit et de Grand Rapids. 

## Sont évêques
- 26 février 1938-† 7 février 1950 : William Murphy (William Francis Murphy)
- 28 mars 1950-30 octobre 1968 : Stephen Woznicki (Stephen Stanislaus Woznicki)
- 11 décembre 1968-29 avril 1980 : Francis Reh (Francis Frédérick Reh)
- 4 octobre 1980-† 27 mars 2004 : Kenneth Untener (Kenneth Edward Untener)
- 29 décembre 2004-21 avril 2009 : Robert Carlson (Robert James Carlson)
- 20 mai 2009-† 16 octobre 2018 : Joseph Cistone (Joseph Robert Cistone)
- depuis le 24 mai 2019 : Robert Gruss (Robert Dwayne Gruss)

## Sources
- (en) nFiche du diocèse sur le site catholic-hierarchy.org